# تداعيات حرب الخليج الثالثة على الكويت والسعودية
تداعيات حرب الخليج الثالثة على الكويت والسعودية هي تداعيات الغزو الأمريكي للعراق على الكويت والسعودية المجاورتين للعراق

## الكويت
أيدت حكومة الكويت الغزو الأمريكي للعراق من خلال السماح لقوات التحالف الدولي بقيادة الولايات المتحدة باستخدام أراضيها كمنطلق للعمليات العسكرية على العراق، وفي 20 مارس 2003 سقطت 6 صواريخ من طراز سكود على الأراضي الكويتية إعترضت بطاريات باتريوت 5 منها بينما سقط صاروخ واحد على منطقة صحراوية غير مأهولة بالسكان بالقرب من إحدى المعسكرات الأمريكية في الكويت وفي الأيام اللتي تلت هذا اليوم تتابعت الصواريخ العراقية بالسقوط بإتجاه الكويت بعضها تم اعتراضه عن طريق باتريوت والبعض الآخر سقط في مياة الخليج العربي وقالت وكالة الأنباء الكويتية في بيان لها: 
| تداعيات حرب الخليج الثالثة على الكويت والسعودية | سماء الكويت تؤكد انها عصية على الصواريخ العراقية الكويت - 21 - 3 (كونا) -- أكدت الكويت اليوم ان سماؤها عصية على الصواريخ العراقية لاسيما بعد المحاولات المتكررة من قبل النظام العراقي من محاولة اختراقها أكثر من مرة وخلال ساعات معدودة الا انها جميعها باتت بالفشل بفضل حفظ الله ورعايته ثم اقتناصها من قبل انظمة الدفاعات الجوية في الكويت وتعاملها بكفاءة مع هذه الصواريخ المعتدية. وكان الجيش الكويتي قد اوضح على لسان المتحدث الرسمي باسمه العقيد ركن يوسف الملا أنه حتى حوالي الساعة الثانية والنصف من فجر اليوم تم التعامل مع ستة صواريخ عراقية أربعة منها صواريخ (سكود). وأضاف الملا أنه تم اسقاط صاروخين من نوع (سير سيكر) وهو صيني الصنع واسقاط ثلاثة صواريخ من نوع (سكود) أما الصاروخ الرابع وهو من نوع سكود أيضا فقد كان متوجها نحو منطقة بعيدة جدا غير مأهولة بالسكان "فلم تكن هناك حاجة للتعامل معه بسبب موقعه البعيد". وأوضح أن الصاروخ الرابع الذي سقط "لا يشكل أي خطورة حيث كان بعيدا جدا" عن المناطق المأهولة بالسكان. وحول الصاروخ الذي اطلقه العراق أخيرا أوضح أنه تم تتبعه من بعد الاطلاق ومن خلال اتجاهه أمكن التعامل معه مؤكدا أن التعامل مع هذا الصاروخ كان "سريعا". وأكد العقيد ركن الملا عدم وجود "أي ضرر من نتائج تدمير" الصاروخ الاخير. وأشار إلى أن التعامل مع صواريخ (سكود) كان من قبل منظومة الباتريوت. وما يثير السخرية هو استمرار النظام العراقي بمحاولة تضليل الرأي العام من خلال تأكيده وزير اعلامه محمد سعيد الصحاف أمس أن النظام العراقي لم يقم باطلاق اي صاروخ على الكويت واعادة ادعاء عدم امتلاك العراق لاي صاروخ سكود. الا ان النظام العراقي كعادته عاد بعد ساعات قليلة بالكشف عن مكنونه الحقود والمتناقض في نفس الوقت باطلاق صواريخ سكود باتجاه الكويت وبصورة متكررة كما شهد العالم محاولا النيل من امن دولة الكويت دون جدوى. (النهاية) ن ي كونا210451 جمت مار 03 | تداعيات حرب الخليج الثالثة على الكويت والسعودية |

و قالت مشاة البحرية الأمريكية في بيان لها: 
| تداعيات حرب الخليج الثالثة على الكويت والسعودية | وقالت مشاة البحرية الأمريكية ان واحداً من عدة صواريخ أطلقها العراق على الكويت أمس الخميس سقط قرب معسكر تابع لها في صحراء شمال الكويت. وقال بيان لمشاة البحرية «سقط صاروخ مجهول خارج معسكر كوماندوز وأشارت تقارير مبدئية إلى ان جنوداً من بريطانيا ومشاة البحرية الأمريكية رأوا صاروخاً رمادياً يسقط خارج مجمعهم مباشرة. | تداعيات حرب الخليج الثالثة على الكويت والسعودية |

## السعودية
عارضت السعودية الحرب الأمريكية على العراق، ورفضت استخدام أراضيها كمنطلق للعمليات العسكرية الأمريكية وكان هذا من أهم أسباب انتقال القواعد العسكرية الأمريكية من السعودية إلى قطر في عام 2003  ، لكنها قامت بإغلاق مطار عرعر شمال السعودية بالقرب من العراق وأعلنت عن تحويل رحلاته إلى مطار الجوف وقال الأمير سلطان بن عبد العزيز آل سعود وزير الدفاع السعودي بأن هذا الإجراء هو لحماية السكان والبلاد، وأعلنت السعودية عن إستعدادها لإستقبال أكثر من 150000 لاجئ عراقي على أراضيها مثل ما فعلت في 1991 عندما استقبلت عشرات الآلاف من العراقيين النازحين إليها في مخيمات لجوء بالقرب من رفحاء شمال السعودية، وقامت باعتقال 4 أشخاص حاولوا التسلل من عرعر بإتجاه العراق يعتقد بأنهم كانوا يريدون الجهاد